# ドラマ人間模様
『ドラマ人間模様』（ドラマにんげんもよう）は、1976年4月 - 1988年3月にかけてNHK総合テレビジョンで放送された連続ドラマ枠である。

## 概要
スタート時のタイトルは『シリーズ人間模様』で毎週木曜22時15分からの放送だった。1977年4月からは『ドラマ人間模様』にタイトルを変更。翌年4月からは『大河ドラマ』終了後の毎週日曜21時台（20:45～）、1984年4月からは毎週土曜日の21時台に放送枠が移動している。制作は東京の放送センターとともに大阪放送局も一部の作品を担当した。
コンセプトを社会や人間の断片を切り取り、人生を深い視点で捉えるヒューマンドラマと位置づけたシリーズで、中でも早坂暁の『夢千代日記』、『花へんろ・風の昭和日記』、『事件』シリーズ、向田邦子の『あ・うん』は視聴者の反響が大きく続編やシリーズ制作、映画化もされた。1970年にドラマ部長に就任した川口幹夫（のち会長）の下で、NHKドラマの刷新を推進した遠藤利男主幹（のち専務理事・放送総局長、NHKエンタープライズ社長）は、ドラマ人間模様について次のように言う。「『土曜ドラマ』（1975年10月～）を日本テレビの巨人戦にぶっつけて、そこから視聴者を奪えるようなアクチャリティのあるドラマをつくろうと。それで今度は、もうちょっと深みのある非民放的なNHKらしいドラマをつくろうと、『ドラマ人間模様』を企画したんです。最初は夜の10時台だったんですが、TBSの『東芝日曜劇場』にぶっつけて、ホームドラマの牙城に対抗しようとしたんです」。
この枠は、1989年3月の『銀河テレビ小説』の廃止を受けて、同年4月から1991年3月にかけて毎週水曜日20:00～20:45に『水曜ドラマシリーズ』、並びに1996年14月～2000年3月にかけて毎週水曜日22:00～22:45に『水曜ドラマの花束』、また土曜日にも21:00～22:15を基準に『NHKドラマ館』として放送された後、2000年4月には毎週金曜の『ドラマ家族模様』（21:15～22:00）、2001年4月からの『月曜ドラマシリーズ』へと受け継がれた。

## 放映作品一覧
1976年
- 火の路（原作：松本清張、出演：栗原小巻 ほか）
- 堂々たる打算
- その最後の世界
- 妻たちの二・二六事件（原作：沢地久枝、出演：竹下景子 ほか）

1977年
- 定年後
- 冬の桃
- 女たちの海
- 北上山系
- サーカス

1978年
- 事件（原作：大岡昇平、出演：若山富三郎 ほか）
- 夫婦（脚本：橋田壽賀子、出演：山岡久乃 ほか）
- 愛の二章・炎の女
- 愛の二章・水の女
- 赤サギ
- 埴生の宿
- 花々と星々と（原作：犬養道子、出演：芦田伸介 ほか）

1979年
- ぼくは12歳
- 花笑み
- 続・事件 海辺の家族（脚本：早坂暁、出演：若山富三郎 ほか）
- 親と子と
- ふたりの女
- サイゴンから来た妻と娘
- 孝ナラント欲スレバ

1980年
- 血族
- 楽園の日々
- あ・うん（脚本：向田邦子、出演：フランキー堺 ほか）
- 詐欺師（出演：タモリ ほか）
- 愛を病む
- もうひとつの道
- 絆
- 続・続事件 月の景色（脚本：早坂暁、出演：若山富三郎 ほか）
- 愛が裁かれるとき
- その橋まで

1981年
- 万葉の娘たち（脚本：市川森一、出演：伊藤蘭 ほか）
- 夢千代日記（脚本：早坂暁、出演：吉永小百合 ほか）
- 羊のうた
- 続あ・うん（脚本：向田邦子、出演：フランキー堺 ほか）
- ある少女の死
- 蒼い光芒
- 新・事件 わが歌は花いちもんめ（脚本：早坂暁、出演：若山富三郎 ほか）
- 海峡（出演：井川比佐志 ほか）
- 海辺のマリア（出演：小川真由美 ほか）

1982年
- 続・夢千代日記（脚本：早坂暁、出演：吉永小百合 ほか）
- 胡桃の部屋（脚本：向田邦子、出演：いしだあゆみ ほか）
- 街・若者たちは今
- とおりゃんせ
- 新・事件 ドクター・ストップ（脚本：早坂暁、出演：若山富三郎 ほか）
- 太陽の子 てだのふあ（原作：灰谷健次郎、出演：長谷川真弓 ほか）
- ひこばえの歌

1983年
- 夕暮れて（脚本：山田太一、出演：岸惠子 ほか）
- いつか来た道
- 父への手紙
- 長い橋
- 生きる
- 街〜美ら島は、今
- まあええわいな
- 愛と砂丘の街

1984年
- 新夢千代日記（脚本：早坂暁、出演：吉永小百合 ほか）
- 空き缶ユートピア
- いま、村は大ゆれ
- 羽田浦地図
- 大阪暮色
- 新・事件 断崖の眺め（脚本：早坂暁、出演：若山富三郎 ほか）

1985年
- 家族あわせ
- 富士山麓
- 花へんろ・風の昭和日記（脚本：早坂暁、出演：桃井かおり ほか）
- 國語元年（脚本：井上ひさし、出演：川谷拓三 ほか）
- 恋の華 白蓮
- 樋口一葉 われは女なりけるものを…

1986年
- シャツの店（脚本：山田太一、出演：鶴田浩二 ほか）
- 妹
- てのひらの虹
- うまい話あり
- 追う男
- 花へんろ・風の昭和日記 第二章（脚本：早坂暁、出演：桃井かおり ほか）
- ふたりぼっち女と女

1987年
- 婚約
- 聖家族
- 友だち（脚本：山田太一、出演：倍賞千恵子 ほか）
- ラストゴングが鳴るまで
- 魚河岸ものがたり
- 極楽への招待

1988年
- 砂の上のロビンソン
- 花へんろ・風の昭和日記 第三章（脚本：早坂暁、出演：桃井かおり ほか）